# Campionati svedesi di sci alpino 2008
I Campionati svedesi di sci alpino 2008 si sono svolti ad Almåsa e a Åre dal 31 marzo al 6 aprile. Il programma ha incluso gare di discesa libera, supergigante, slalom gigante, slalom speciale, supercombinata e slalom parallelo, tutte sia maschili sia femminili.
Trattandosi di competizioni valide anche ai fini del punteggio FIS, vi hanno partecipato anche sciatori di altre federazioni, senza che questo consentisse loro di concorrere al titolo nazionale svedese.

## Risultati

### Uomini

#### Discesa libera
| Pos. | Atleta            | Nazione   | Tempo   |
| ---- | ----------------- | --------- | ------- |
| 1    | Hans Olsson       | Svezia    | 1:08,51 |
| 2    | Jouni Pellinen    | Finlandia | 1:08,97 |
| 3    | Niklas Rainer     | Svezia    | 1:08,98 |
| 4    | Matts Olsson      | Svezia    | 1:09,09 |
| 5    | Andreas Romar     | Finlandia | 1:09,64 |
| 6    | Daniel Ericsson   | Svezia    | 1:09,67 |
| 7    | Tuomas Huttunen   | Finlandia | 1:09,75 |
| 8    | Fredrick Kingstad | Svezia    | 1:10,05 |
| 9    | André Myhrer      | Svezia    | 1:10,23 |
| 10   | Oscar Andersson   | Svezia    | 1:10,60 |

Data: 1º aprile

Località : Åre

#### Supergigante
| Pos. | Atleta            | Nazione   | Tempo   |
| ---- | ----------------- | --------- | ------- |
| 1    | Matts Olsson      | Svezia    | 1:18,01 |
| 2    | Hans Olsson       | Svezia    | 1:18,31 |
| 3    | Daniel Ericsson   | Svezia    | 1:18,34 |
| 4    | Andreas Romar     | Finlandia | 1:18,56 |
| 5    | Jouni Pellinen    | Finlandia | 1:18,98 |
| 6    | Fredrick Kingstad | Svezia    | 1:19,00 |
| 7    | Anton Lahdenperä  | Svezia    | 1:19,50 |
| 8    | André Myhrer      | Svezia    | 1:19,96 |
| 9    | Johan Öhagen      | Svezia    | 1:19,98 |
| 10   | Oscar Andersson   | Svezia    | 1:20,07 |

Data: 4 aprile

Località : Åre

#### Slalom gigante
| Pos. | Atleta                  | Nazione   | Tempo   |
| ---- | ----------------------- | --------- | ------- |
| 1    | Jukka Leino             | Finlandia | 1:37,43 |
| 2    | Matts Olsson            | Svezia    | 1:37,89 |
| 3    | Petter Brenna           | Norvegia  | 1:38,59 |
| 4    | Fredrick Kingstad       | Svezia    | 1:38,60 |
| 4    | Fredrik Nordh           | Svezia    | 1:38,60 |
| 6    | Anton Lahdenperä        | Svezia    | 1:38,62 |
| 7    | Leif Kristian Haugen    | Norvegia  | 1:38,63 |
| 8    | Niklas Rainer           | Svezia    | 1:38,67 |
| 9    | Hermann Haver-Mathiesen | Norvegia  | 1:38,78 |
| 10   | Oscar Andersson         | Svezia    | 1:38,80 |

Data: 5 aprile

Località : Almåsa

#### Slalom speciale
| Pos. | Atleta            | Nazione  | Tempo   |
| ---- | ----------------- | -------- | ------- |
| 1    | Oscar Andersson   | Svezia   | 1:31,12 |
| 2    | Mattias Hargin    | Svezia   | 1:31,39 |
| 3    | Magnus Andersson  | Svezia   | 1:31,87 |
| 4    | Anton Lahdenperä  | Svezia   | 1:31,88 |
| 5    | Martin Hansson    | Svezia   | 1:32,71 |
| 6    | Hans Olsson       | Svezia   | 1:32,83 |
| 7    | Niklas Rainer     | Svezia   | 1:32,90 |
| 8    | Per Saxvall       | Svezia   | 1:33,83 |
| 9    | Lars Sunde Løseth | Norvegia | 1:34,12 |
| 10   | Jesper Sundberg   | Svezia   | 1:35,16 |

Data: 6 aprile

Località : Almåsa

#### Supercombinata
| Pos. | Atleta            | Nazione   | Tempo   |
| ---- | ----------------- | --------- | ------- |
| 1    | Hans Olsson       | Svezia    | 1:45,30 |
| 2    | Niklas Rainer     | Svezia    | 1:45,51 |
| 3    | Daniel Ericsson   | Svezia    | 1:46,05 |
| 4    | Oscar Andersson   | Svezia    | 1:46,24 |
| 5    | Matts Olsson      | Svezia    | 1:46,50 |
| 6    | Fredrick Kingstad | Svezia    | 1:46,76 |
| 7    | Anton Lahdenperä  | Svezia    | 1:46,79 |
| 8    | Thomas Baumann    | Svezia    | 1:46,93 |
| 9    | Jouni Pellinen    | Finlandia | 1:46,98 |
| 10   | Calle Lindh       | Svezia    | 1:47,57 |

Data: 2 aprile

Località : Åre

#### Slalom parallelo
| Pos. | Atleta      | Nazione |
| ---- | ----------- | ------- |
| 1    | Hans Olsson | Svezia  |
| 2    | ?           | ?       |
| 3    | ?           | ?       |

### Donne

#### Discesa libera
| Pos. | Atleta                  | Nazione   | Tempo   |
| ---- | ----------------------- | --------- | ------- |
| 1    | Jessica Lindell Vikarby | Svezia    | 1:12,09 |
| 2    | Kajsa Kling             | Svezia    | 1:12,95 |
| 3    | Sanni Leinonen          | Finlandia | 1:13,04 |
| 4    | Tessan Berglund         | Svezia    | 1:13,41 |
| 5    | Maria Pietilä Holmner   | Svezia    | 1:13,67 |
| 6    | Veronica Smedh          | Svezia    | 1:13,73 |
| 7    | Emelie Wikström         | Svezia    | 1:14,45 |
| 8    | Sara Fernqvist          | Svezia    | 1:14,59 |
| 9    | Nathalie Eklund         | Svezia    | 1:14,63 |
| 10   | Therese Borssén         | Svezia    | 1:14,84 |

Data: 1º aprile

Località : Åre

#### Supergigante
| Pos. | Atleta                  | Nazione   | Tempo   |
| ---- | ----------------------- | --------- | ------- |
| 1    | Jessica Lindell Vikarby | Svezia    | 1:19,50 |
| 2    | Maria Pietilä Holmner   | Svezia    | 1:21,08 |
| 3    | Sanni Leinonen          | Finlandia | 1:21,09 |
| 4    | Veronica Smedh          | Svezia    | 1:21,63 |
| 5    | Therese Borssén         | Svezia    | 1:22,04 |
| 6    | Nathalie Blom           | Svezia    | 1:23,26 |
| 7    | Ida Hinders             | Svezia    | 1:23,28 |
| 8    | Sara Fernqvist          | Svezia    | 1:23,41 |
| 9    | Tii-Maria Romar         | Finlandia | 1:23,44 |
| 10   | Rebecca Gunnarstedt     | Svezia    | 1:24,15 |

Data: 4 aprile

Località : Åre

#### Slalom gigante
| Pos. | Atleta                  | Nazione   | Tempo   |
| ---- | ----------------------- | --------- | ------- |
| 1    | Jessica Lindell Vikarby | Svezia    | 1:39,68 |
| 2    | Maria Pietilä Holmner   | Svezia    | 1:39,70 |
| 3    | Veronica Smedh          | Svezia    | 1:39,95 |
| 4    | Therese Borssén         | Svezia    | 1:40,66 |
| 5    | Nina Løseth             | Norvegia  | 1:41,20 |
| 6    | Lene Løseth             | Norvegia  | 1:41,30 |
| 7    | Kajsa Kling             | Svezia    | 1:41,66 |
| 8    | Sanni Leinonen          | Finlandia | 1:42,60 |
| 9    | Tone Jersin Ansnes      | Norvegia  | 1:43,20 |
| 10   | Thea Grosvold           | Norvegia  | 1:43,28 |

Data: 5 aprile

Località : Almåsa

#### Slalom speciale
| Pos. | Atleta                  | Nazione  | Tempo   |
| ---- | ----------------------- | -------- | ------- |
| 1    | Therese Borssén         | Svezia   | 1:34,38 |
| 2    | Lene Løseth             | Norvegia | 1:35,35 |
| 3    | Maria Pietilä Holmner   | Svezia   | 1:36,32 |
| 4    | Tone Jersin Ansnes      | Norvegia | 1:37,36 |
| 5    | Anna Kocken             | Svezia   | 1:37,63 |
| 6    | Thea Grosvold           | Norvegia | 1:37,76 |
| 7    | Emelie Wikström         | Svezia   | 1:37,94 |
| 8    | Jessica Lindell Vikarby | Svezia   | 1:38,07 |
| 9    | Felicia Ekvall          | Svezia   | 1:38,39 |
| 10   | Tessan Berglund         | Svezia   | 1:38,53 |

Data: 6 aprile

Località : Almåsa

#### Supercombinata
| Pos. | Atleta                  | Nazione   | Tempo   |
| ---- | ----------------------- | --------- | ------- |
| 1    | Kajsa Kling             | Svezia    | 1:50,18 |
| 2    | Therese Borssén         | Svezia    | 1:50,25 |
| 3    | Jessica Lindell Vikarby | Svezia    | 1:50,39 |
| 4    | Sanni Leinonen          | Finlandia | 1:51,25 |
| 5    | Veronica Smedh          | Svezia    | 1:51,31 |
| 6    | Emelie Wikström         | Svezia    | 1:51,35 |
| 7    | Tessan Berglund         | Svezia    | 1:52,79 |
| 8    | Anna Swenn Larsson      | Svezia    | 1:53,40 |
| 9    | Frida Svedberg          | Svezia    | 1:53,56 |
| 10   | Sara Fernqvist          | Svezia    | 1:54,12 |
| 10   | Rebecca Gunnarstedt     | Svezia    | 1:54,12 |

Data: 2 aprile

Località : Åre

#### Slalom parallelo
| Pos. | Atleta         | Nazione |
| ---- | -------------- | ------- |
| 1    | Veronica Smedh | Svezia  |
| 2    | ?              | ?       |
| 3    | ?              | ?       |